# 危急时刻
〈危急时刻〉（英語：The Eleventh Hour，或作〈第十一点钟〉）是科幻电视剧《異世奇人》的第五季第1集，2010年4月3日首播于英國廣播公司第一台和高清台。本集的编剧是首席编剧和执行制作人史蒂芬·莫法特，导演是亚当·史密斯。
本集中，新重生的第十一任博士（馬特·史密斯饰）的时空旅行机器TARDIS坠落在英格兰村庄Leadworth。在那里，博士遇到了一个年轻的苏格兰女孩，名叫阿米莉亚·邦德（Caitlin Blackwood饰）。博士被迫离开，但向艾美莉亚保证，自己将在5分钟回来。然而，他迟到了12年，遇到了长大的艾美莉亚，并已经改名为“艾美”（凯伦·吉兰饰）。艾米因为博士的迟到，不信任博士。博士在将要毁灭地球的变形外星人零号犯人交给银河警察后赢得了艾米的信任。
本集是史密斯首演博士，也是吉兰首次演博士的同伴。本集也是首次出现艾米的男朋友，Rory Williams（阿瑟·达维尔饰），在以后的故事中也将成为主演。在过去的节目中，博士通常在重生后休息，因此莫法特为让博士活跃起来，决定让博士不得不拯救地球。本集引入了宇宙中裂缝的故事弧。《危急时刻》在英国播出时有1008万观众收看，并在网上的BBC iPlayer和美国的英国广播公司美国台引来很多观众。本集受到了评论家总体正面的评价，他们欢迎史密斯和吉兰成为新主演。